# Басейн, Лейб
Басейн Лейб (25 сентября 1879, Минск — 30 августа 1928, Нью-Йорк) — еврейский прозаик, публицист, переводчик.

## Биография
Сын Бецалеля Басейна и Шейны Гурвич. Был среди основателей минской организации «Поалей Цион». В 1905 эмигрировал в США. Работал учителем. Его первое произведение — рассказ «Дос ройте хемдл» («Красная рубашка») была опубликовано в 1925 в журнале «Арбетер». Был постоянным автором в «Вархайт» и «Фирер»; был помощником редактора в «Дос фолк» в Нью-Йорке; печатался во многих еврейских периодических изданиях — «Унзер вег» и «Дос ворт» в Вильно, «Кибицер», «Кундес», «Киндер-журнал», «Киндерланд» и «Цукунфт» в Нью-Йорке. В последние годы своей жизни был постоянным автором «Тог» в Нью-Йорке. Перевёл на идиш роман Я. Вассермана «Цирндорфские евреи».

## Произведения
- «Ди идише шпрах» («Еврейский язык») (в соавторстве с И.Энтиным, 1914)
- «Барни дер меламед, зайн тойре ун зайн милхоме мит ди кундейсим фун колумбусес медиее» («Учитель Барни, его учение и его война с детишками государства Колумба») (1914)
- «Фун идиш квал» («Из еврейского источника») (1916)
- «Ин ройтн шайн» («В красном свете») (1919)
- «Фун ди клейне киндерс вегн» (1921)
- «Ингеле-рингеле» (1929)